# Phelpsia inornata
El atrapamoscas barbiblanco (en Venezuela) o bienteveo barbiblanco (Phelpsia inornata), también denominado suelda simple (en Colombia) o benteveo de barba blanca, es una especie de ave paseriforme de la familia Tyrannidae, la única especie del género monotípico Phelpsia. Es nativa del norte de América del Sur. 

## Distribución y hábitat
En Venezuela es una especie bien conocida en la región de los llanos. Su posible presencia en Colombia fue advertida desde los años 1980, registros indican que la especie posee una amplia distribución en el departamento de Arauca, y ocasionalmente puede encontrarse en los departamentos aledaños de Casanare y Vichada. Se distribuye por el norte y centro de Venezuela, desde Carabobo, Miranda y Cojedes hacia el este hasta el noreste de Anzoátegui y Delta Amacuro, y hacia el sur hasta Apure y norte de Bolívar.
Esta especie es considerada poco común y local en sus hábitats naturales que incluyen bosques en galería, bosques de los bordes de sabanas con árboles dispersos, y vegetación arbórea aliada de los caños y esteros, de donde se observa en parejas o como individuos solitarios; a menudo cerca de edificios rurales, en los llanos. Hasta los 450 m de altitud.

## Descripción
Mide 16,5 cm de longitud. El pico es corto y negro. Por arriba es pardo olivácea con la corona y face negras, y una larga lista superciliar blanca; las alas son uniformes, sin bordes rufos. La garganta es blanca y el resto de las partes inferiores es amarillo brillante.

## Sistemática

### Descripción original
La especie P. inornata fue descrita por primera vez por el ornitólogo estadounidense George Newbold Lawrence en 1869 bajo el nombre científico Myiozetetes inornatus; la localidad tipo es «Valencia, Carabobo, Venezuela».
El género Phelpsia fue propuesto por el ornitólogo estadounidense Wesley Edwin Lanyon en 1984.

### Etimología
El nombre genérico femenino «Phelpsia» conmemora a la familia Phelps: William Henry Phelps (1875-1965), empresario y ornitólogo estadounidense–venezolano, a su hijo William Phelps Tucker (1902-1988), empresario y ornitólogo y a la esposa australiana de este,  Kathleen Phoebe Phelps née Deery (1908-2001); y el nombre de la especie «inornata», proviene del latín «inornatus» que significa ‘liso’, ‘sin adornos’.

### Taxonomía
Las afinidades son inciertas. Ya fue colocada en los géneros Myiozetetes y Conopias, pero difiere significativamente en la morfología de la siringe y en la arquitectura del nido.
Los amplios estudios genético-moleculares realizados por Tello et al. (2009) descubrieron una cantidad de relaciones novedosas dentro de la familia Tyrannidae que todavía no están reflejadas en la mayoría de las clasificaciones. Siguiendo estos estudios, Ohlson et al. (2013) propusieron dividir Tyrannidae en cinco familias. Según el ordenamiento propuesto, Phelpsia permanece en Tyrannidae, en una subfamilia Tyranninae Vigors, 1825, provisoriamente en una tribu Tyrannini Vigors, 1825, junto a Tyrannopsis, Machetornis, Conopias (provisoriamente), Megarynchus, Myiodynastes, Myiozetetes, Pitangus, Philohydor, Empidonomus, Griseotyrannus y Tyrannus.
Es monotípica.